# Taita-apalis
De taita-apalis (Apalis fuscigularis) is een zangvogel uit de familie Cisticolidae. De vogel werd in 1938 als ondersoort van de halsbandapalis door de Britse vogelkundige Reginald Ernest Moreau beschreven. Het is een ernstig bedreigde, endemische vogelsoort in Kenia.

## Kenmerken
De vogel is 11 tot 12 cm lang. De vogel is dof donkergrijs van boven met zwarte vleugels en staart. De keel en bovenkant van de borst zijn zwart, in scherp contrast met het wit op de buik en onderkant van de borst.

## Verspreiding en leefgebied
Deze soort is endemisch in een paar bosfragmenten in zuidoostelijk Kenia in bergland tussen 1200 en 1725 m. Het leefgebied bestaat uit de dichte ondergroei van montaan bos.

## Status
De taita-apalis heeft een beperkt verspreidingsgebied en daardoor is de kans op uitsterven aanwezig. De grootte van de populatie werd in 2019 door BirdLife International geschat op 50 tot 250 volwassen individuen en de populatie-aantallen nemen af. Het leefgebied wordt versnipperd waarbij natuurlijk bos wordt omgezet in bosbouwgebied met uitheemse houtsoorten en ander agrarisch gebruik en menselijke bewoning. Het  geschikte leefgebied is nu ongeveer 1,5 km² groot. Om deze redenen staat deze soort als kritiek op de Rode Lijst van de IUCN.